# Giuseppe Spinelli
Giuseppe Spinelli (1 de fevereiro de 1694 - 12 de abril de 1763) foi um cardeal napolitano, arcebispo de Nápoles, prefeito da Sagrada Congregação da Propagação da Fé e decano do Colégio dos Cardeais.

## Biografia
Quarto dos cinco filhos de Giambattista Spinelli, marquês de Fuscaldo, príncipe de Sant'Arcangelo e duque de Caivano, e Maria Imperiali, dos príncipes de Francavilla. Era sobrinho-neto do cardeal Lorenzo Imperiali, sobrinho do cardeal Giuseppe Renato Imperiali, primo do cardeal Cosimo Imperiali, tio do cardeal Fernando Spinelli, além de parente do cardeal Filippo Spinelli.
Em 1707, quando tinha treze anos, ele foi enviado pelos pais para estudar no Seminario Romano, residente na corte de seu tio, o cardeal, onde recebeu as insígnias de caráter clerical em 30 de setembro de 1713. Estudou na Universidade La Sapienza, de Roma, doutorado utroque iure, em direito canônico e direito civil, em 11 de setembro de 1717.
Nomeado camareiro privado do Papa Clemente XI. Em 1719, ele foi enviado para Viena como ablegato para levar o barrete cardinalício do cardeal Giorgio Spinola, núncio na corte imperial. Recebeu as ordens menores em 14 de junho de 1721, o subdiaconato em 14 de junho e o diaconato em 8 de março de 1722. Foi internúncio em Flandres, de 24 de maio de 1721 até 21 de setembro de 1725.

## Vida religiosa
Foi ordenado padre em 17 de abril de 1724. Eleito arcebispo-titular de Corínto em 5 de setembro de 1725, foi nomeado núncio em Flandres no dia seguinte. Consagrado em 28 de outubro de 1725, na catedral de St-Rombaud, Malinas, pelo Cardeal Thomas Philip Wallrad d'Alsace-Boussut de Chimay, arcebispo de Malinas, assistido por Pierre von Francken Siersdorf, bispo de Anvers, e por Charles d'Espinoza, bispo-titular de Tricala. Enquanto em sua nunciatura em Flandres, obteve da Holanda que os vigários apostólicos poderiam exercer o seu ministério, que a Universidade de Louvain expulsaria de seu corpo docente Zeger Bernhard van Espen, um canonista belga, suspeito de jansenismo e apoiador de Cornelius Steenove, eleito arcebispo de Utrecht sem a aprovação da Santa Sé, e que ninguém que se recusasse a assinar o formulário publicado pelo Papa Alexandre VII autorizando a ensinar ou receber alguma dignidade eclesiástica, ou benefícios.
Retornou de Flandres e, pouco depois, em maio de 1732, foi nomeado secretário da Sagrada Congregação dos Bispos e Regulares, onde tomou posse em julho seguinte, e mais tarde, foi nomeado examinador dos bispos. Assistente no Trono Pontifício, em 16 de julho de 1731. Transferido para a Arquidiocese de Nápoles em 15 de dezembro de 1734, o cânone Gennaro Maiello, vigário capitular, na presença de muitos bispos e prelados, tomou posse da arquidiocese em nome do novo arcebispo, que entrou na Sé em junho de 1735. Ele fez inúmeras visitas às paróquias, mosteiros e da cidade e arquidiocese. Ele também embelezou a catedral com os desenhos de Paolo Posi, de Siena.
Criado cardeal no consistório de 17 de janeiro de 1735, pelo Papa Clemente XII, recebeu o barrete cardinalício e o título de Santa Pudenciana em 14 de março, com dispensa por ter um tio no Colégio dos Cardeais. Recebeu o pálio na mesma data. Em 1744, ele abriu um seminário diocesano no antigo Collegio di S. Maria della Colonna, perto da igreja da Congregação do Oratório. Passa para o título de Santa Maria Trastevere em 25 de setembro de 1752.
Passa para a ordem dos cardeais-bispos e assume a sé suburbicária de Palestrina em 9 de abril de 1753, mantendo a Sé napolitana até 8 de fevereiro de 1754. Nomeado cardeal protetor do Reino da Escócia em 15 de março de 1754. Em 1755, ele foi nomeado membro da congregação cardinalícia que tratou da aplicação da bula papal Unigenitus Dei Filius na França e os problemas criados pelos "recorrentes" jansenistas referentes à administração dos sacramentos. Prefeito da Sagrada Congregação da Propagação da Fé de 11 de setembro de 1756 até sua morte. Teve papel fundamental na eleição de Carlo Rezzonico no Conclave de 1758. Foi nomeado protetor da Ordem dos Eremitas de Santo Agostinho em 16 de fevereiro de 1759.
Passa para a sé de Porto e Santa Rufina em 13 de julho de 1759. Em 13 de julho de 1761, assume a suburbicária de Ostia–Velletri, sé do decano do Sacro Colégio dos Cardeais.
Morreu em 12 de abril de 1763, em Roma. Transportado em uma cavalgada solene para a basílica franciscana da Ss. XII Apostoli, em Roma, onde foi velado e o funeral se realizou. Seu corpo foi enterrado no meio da mesma igreja, sob uma lápide magnificamente decorada e inscrita com um epitáfio nobre e as armas de sua família.

## Conclaves
- Conclave de 1740 - participou da eleição do Papa Bento XIV[2]
- Conclave de 1758 - participou da eleição do Papa Clemente XIII[2]